# Leonardo Nunes
Leonardo Nunes (Vila de São Vicente da Beira, Castelo Branco, 21 de setembro de 1509 – faleceu vítima de um naufrágio ao largo da costa brasileira, 30 de junho de 1554) foi um padre jesuíta português. Era também conhecido pelo epíteto de Abarebebê ou Abaré-bebé, que quer dizer "padre voador" em tupi antigo, por causa de sua grande rapidez ao deslocar-se pelos diferentes lugares.
Ingressou na Companhia de Jesus, no Colégio de Coimbra, a 6 de Fevereiro de 1548. Destacou-se no colégio e prontamente foi seleccionado como missionário no Brasil, em 1549, tendo sido trazido para a antiga colónia portuguesa por Tomé de Sousa, ao lado de outros religiosos, como o também missionário Manuel da Nóbrega.
Foi enviado por Manuel da Nóbrega para o interior, após uma curta estada na Bahia, para dedicar à conversão dos índios. Em São Vicente instalou um seminário, primeiro colégio da população local, onde professava a crença católica, a língua portuguesa e o latim. Converteu ao cristianismo um vasto número de índios.
Auxiliou também a construção da Igreja de São João Baptista, atualmente conhecida como Ruínas do Abarebebê, na cidade de Peruíbe. Escolhido para ir a Roma, informar o Vaticano acerca das missões no Brasil, após embarcar em Santos, abateu-se sobre o navio que o transportava uma violenta tempestade que afundou o navio, matando parte da tripulação e os passageiros, entre eles, Leonardo Nunes.
Para a história ficaram os relatos dos sobreviventes que assistiram à luta de Leonardo Nunes na salvação dos náufragos.
Escreveu "Doctrina y Confessionario en lengua del Brasil", obra em tupi antigo.